# Edmund Coffin
Edmund „Tad“ Sloane Coffin (* 9. Mai 1955 in Toledo, Ohio) ist ein ehemaliger US-amerikanischer Vielseitigkeitsreiter und Olympiasieger.
Der Neffe des Pfarrers und Friedensaktivisten William Sloane Coffin wuchs auf Long Island auf und begann im Alter von zehn Jahren zu reiten. Ab 1973 wurde er vom französischen Olympiamedaillengewinner Jack Le Goff trainiert. Bei den Panamerikanischen Spielen 1975 in Mexiko-Stadt gewann Coffin die Goldmedaille in der Einzel- und in der Teamwertung. Seinen größten Erfolg feierte er bei den Olympischen Spielen 1976 in Montreal mit Siegen im Einzelwettbewerb und mit dem Team, jeweils mit dem Pferd Bally-Cor.
Daraufhin trat Coffin vom Spitzensport zurück. Er lebt mit seiner Familie in Charlottesville im Bundesstaat Virginia, ist als Juniorentrainer tätig und stellt hauptberuflich hochwertige Reitsättel her.